# Протесты вкладчиков в Хэнани (2022)
Протесты вкладчиков в Хэнани — инциденты в провинции Хэнань, произошедшие в 2022 году и сопровождавшиеся насилием со стороны полиции.
Протесты начались в апреле 2022 года в Чжэнчжоу, столице Хэнани, в ответ на заморозку депозитов местных вкладчиков четырьмя банками. Участники акции протеста потребовали вернуть свои вклады и обвинили местные власти в коррупции.

## Банковский кризис

### Предыстория
По состоянию на 2022 год в Китае насчитывается более 1600 сельских банков, расположенных в 31 провинции, что составляет около 36% от общего числа банковских финансовых учреждений в стране. Согласно статистике Народного банка Китая, по состоянию на второй квартал 2021 года в общей сложности 122 сельских банка относились к высокорисковым учреждениям, занимая около 29% всех высокорисковых учреждений.

### Замороженные аккаунты
В апреле 2022 года сельские отделения банков New Oriental Country Bank of Kaifeng, Zhecheng Huanghuai Community Bank, Shangcai Huimin County Bank и Yuzhou Xin Min Sheng Village Bank в провинции Хэнань перестали разрешать клиентам снимать наличные, поскольку «банки модернизировали свои системы». Тысячам людей было отказано в доступе к своим счетам, что спровоцировало массовое изъятие средств из банков, поскольку клиенты четырех банков пытались снять свои средства в массовом порядке.
Позже, однако, было отмечено, что Сунь Чжэньфу, главный акционер банков, уже был арестован правительством в марте за «серьёзные финансовые преступления», а также было проведено расследование Комиссии по регулированию банковской и страховой деятельности Китая (КРБСДК), в результате которой она пришла к выводу: частная инвестиционная компания сотрудничала с банками для незаконного привлечения государственных средств через онлайн-платформы.

### Меры КРБСДК по противодействию кризису
12 июля КРБСДК объявила, что начнет возмещать расходы владельцам счетов, при этом первыми будут возвращены депозиты до 50 тыс. юаней, а 21 июля Комиссия объявила, что начнёт возвращать до 100 тыс. юаней.

## Протесты
В течение апреля вкладчики, лишившиеся денег, стали устраивать небольшие акции протеста. Более крупная акция протеста, в которой приняли участие тысячи людей, прошла 23 мая, после чего была подавлена полицией. Издания South China Morning Post и BBC сообщили об опасениях, что к июню система Кода здоровья стала подвергаться злоупотреблениям. Причислив потенциальных протестующих к красному коду, их можно лишить возможности путешествовать.
10 июля акция протеста в Чжэнчжоу, в которой приняли участие сотни людей, переросла в столкновения. Группа неизвестных лиц, предположительно сотрудников службы безопасности, но одетых в штатское, напала на протестующих, толкая их и закидывая их бутылками с водой.
20 июля на Реддите и в других социальных сетях распространились видеозаписи, на которых были видны танки, выведенные на улицы, как утверждалось, для защиты отделений банков от погромов. Подлинность видеозаписей подтверждена не была, поэтому в скором времени появилась информация о том, что на видео изображены стандартные учения в провинции Шаньдун.

## Влияние на экономику
Банковский кризис провинции Хэнань 2022 года способствует росту нестабильности в финансовой системе Китая. По крайней мере, с 2022 года в бухгалтерских книгах более мелких региональных кредиторов регистрируется всё большее количество просроченных кредитов на недвижимость. Australian Financial Review сообщило, что у китайского правительства, вероятнее всего, нет удовлетворительного решения кризисов в финансовом секторе и секторе недвижимости.